# Museo de Coquimatlán

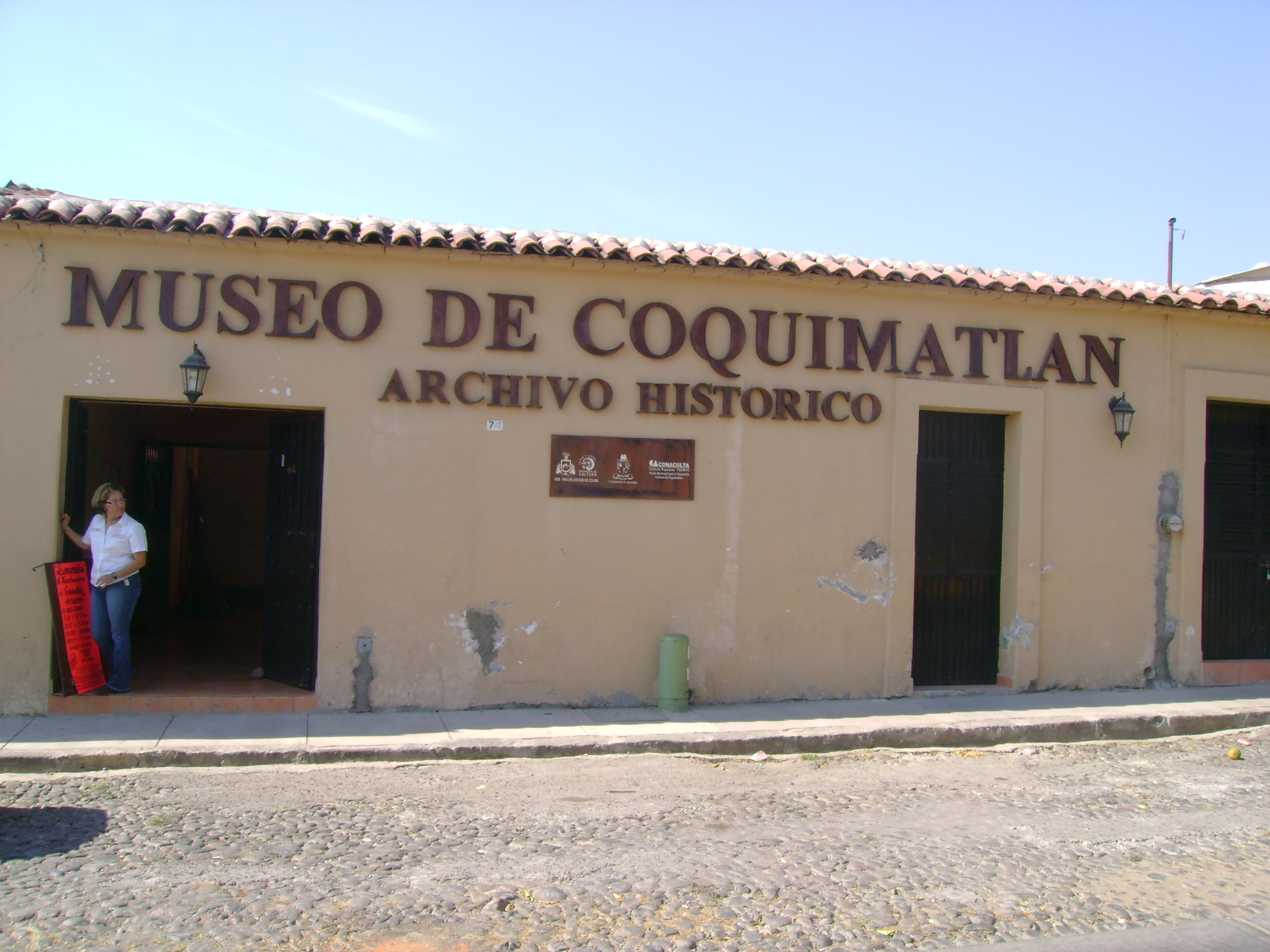
Museo de Coquimatlán, Archivo Histórico.

El Museo de Coquimatlán es un museo ubicado en el poblado de Coquimatlán, en el municipio de Coquimatlán en Colima. Contiene piezas de relevancia histórica de este municipio, como artesanías, piezas arqueológicas y artículos de la Guerra Cristera. Fue inaugurado el 17 de mayo de 1995.
- Datos: Q6033988